# جيم كندريك
جيم كندريك (بالإنجليزية: Jim Kendrick)‏ هو لاعب كرة قاعدة أمريكي، ولد في 22 أغسطس 1893 في مقاطعة مكلينان في الولايات المتحدة، وتوفي في 17 نوفمبر 1941 في واكو في الولايات المتحدة.

## وصلات خارجية
- جيم كندريك على موقع مرجع كرة القدم المحترفة.كوم (الإنجليزية)